# Bandera de la Floresta
La bandera oficial de la Floresta té la següent descripció:
Bandera apaïsada, de proporcions dos d'alt per tres de llarg, blanca, amb la branca de fulles verd fosc i tres flors vermelles botonades de groc de l'escut, d'alçària 5/6 de la del drap i amplària 1/2 de la llargària del mateix drap, al centre.
Va ser aprovada el 10 de març de 2009 i publicada en el DOGC el 23 del mateix mes amb el número 5344.